# Камнеломка Динника
Камнело́мка Динника (лат. Saxifrága dinnikii)  — вид травянистых растений рода Камнеломка (Saxifraga) семейства Камнеломковые (Saxifragaceae).
Своё видовое название получила в честь русского ботаника Николая Яковлевича Динника.

## Описание
Многолетнее травянистое растение высотой 5-20 см, образует дерновинки. Стебли цветоносные, длиной 2-5 см. Листья жесткие. Особенностью вида является наличие на листьях группы мелких паренхимных клеток, служащих для выделения извести,  — гидатод. 
Окраска цветков варьируется от желтовато-розового до пурпурного цвета. Цветет в апреле-мае. Плод  — коробочка с расходящимися столбиками. Размножается как семенами, так и вегетативно.
Кальцефит. Встречается на высоте от 1000 до 3000 м над уровнем моря. Обитает на отвесных скалах и крупных известковых глыбах.

## Ареал
Эндемик Центрального Кавказа. Обитает в Ингушетии, Северной Осетии, Кабардино-Балкарии.

## Охранный статус
Редкий вид. Занесена в Красную книгу Российской Федерации; в Красные книги Ингушетии и Северной Осетии - Алании. Отмечена на территориях двух особо охраняемых природных территорий России. Вымирает в связи с узкой экологической приуроченности к местам обитания.